# Drosophila ficusphila (artundergrupp)
Drosophila ficusphila är en artundergrupp som innehåller sex arter. Artundergruppen ingår i släktet Drosophila, undersläktet Sophophora och artgruppen Drosophila melanogaster.

## Lista över arter i artundergruppen
- Drosophila ficusphila
- Drosophila flavicauda
- Drosophila gorokaensis
- Drosophila kanaka
- Drosophila levii
- Drosophila smithersi